# Victoria Monét
Victoria Monét McCants (Atlanta, Georgia; 1 de mayo de 1989), conocida simplemente como Victoria Monét, es una cantante y compositora estadounidense de ascendencia francesa. 
A muy temprana edad se involucró en las artes escénicas, cantando en el coro de jóvenes de su iglesia y realizando un equipo de danza de la ciudad. Pronto tomó a la escritura y comenzó a trabajar con el productor Rodney Jerkins (Darkchild aka). Previamente firmó con Atlantic Records, en 2014, Monét lanzó su primer debut EP Nightmares & Lullabies: Act 1 y al año siguiente lanzó la segunda parte del EP, Nightmares & Lullabies: Act 2. En 2020 sacó su primer álbum de larga duración Jaguar, lo cual tuvo su primero número uno en el chart Top Heatseekers, también fue uno de los álbumes de R&B con más buena crítica del año. Ella ha escrito canciones para otros artistas tales como Ariana Grande, Fifth Harmony, Nas, T.I., GOOD Music, Lupe Fiasco, Chrisette Michele, Coco Jones, Chris Brown, Diddy Dirty Money, Janelle Monáe, entre otros.

## Primeros años
Victoria Monét McCants nació en Georgia, de madre afroamericana y padre francés, se mudó a Sacramento, California siendo una niña. Estaba fascinada con las artes escénicas, tomando un interés en cantar y bailar. Su primera experiencia sobre el escenario llegó cuando cantó en los juegos de vacaciones de su escuela católica. Ella también cantó en el coro de jóvenes de su iglesia local pero fue la danza la que inicialmente le dio un sentido de sí misma como un artista intérprete o ejecutante. Con el tiempo se convirtió en una estudiante en la escuela superior de artes escénicas locales, Monét había desarrollado un horario agotador de ensayo. Enseñó en dos estudios de baile diferentes y ensayó con un grupo de danza local, Boogie Monstarz, en Step One Dance Studios en Sacramento, mientras trabajaba en un banco local.

## Carrera

### Éxito temprano como compositora y debut (2010-2015)
Fuera de los ensayos de danza, Monét comenzó el intercambio de poesía con un primo mayor y encontró una nueva pasión. Esto la condujo pronto en escribir su propia música. Mientras tanto, ella era educada a sí misma en el mundo de la producción, conociendo a productores y haciendo música en el estudio de grabación local. Aprendió sobre Rodney Jerkins (aka Darkchild) y decidió agregarle en Myspace. Poco después, él la invitó a ir a Los Ángeles y audicionar para un nuevo grupo de chicas que estaba formando, “Purple Reign”. El grupo firmó un contrato discográfico con Motown un año más tarde. Luego el grupo finalmente fue retirado de la discográfica.
Sus canciones fueron vendidas a Kendrick Lamar, Kanye West, Ariana Grande, Nas, T.I., B.o.B, Chrisette Michele, Mario y Diddy Dirty Money, entre otros. El CEO de Atlantic Records Craig Kallman le ofreció un contrato discográfico.
El 30 de octubre de 2014, Monét lanzó su primer debut EP Nightmares & Lullabies: Act 1 y el 7 de junio de 2015 lanzó la continuación de este, Nightmares & Lullabies: Act 2 bajo el sello de Atlantic Records.

### The 7/27 TouryDangerous Woman Tour(2016-2017)
Monét se unió junto al grupo de chicas Fifth Harmony en su paso por América del norte en la gira The 7/27 Tour, que comenzó el 25 de julio de 2016, formando parte de la apertura del acto junto con la cantante de pop JoJo. Monét había lanzado el sencillo principal «Do You Like It» el 26 de julio de 2016 para su álbum de estudio, Life After Love. Después del tiroteo en la discoteca de Orlando en 2019, la muerte de Christina Grimmie, los disparos de Alton Sterling y Philando Castilla, y los disparos de la policía de Dallas, Monét lanzó «Better Days», junto a Ariana Grande. 
El 22 de septiembre de 2016 Grande anunció en Twitter que Monét haría un acto de apertura junto con el grupo británico Little Mix en América del norte parte de la gira de Grande Dangerous Woman Tour. Monét admitió también que Grande la eligió en la parte europea de la gira junto a la rapera BIA. Monét también fue elegida en los actos de apertura del tour por Latinoamérica en México.

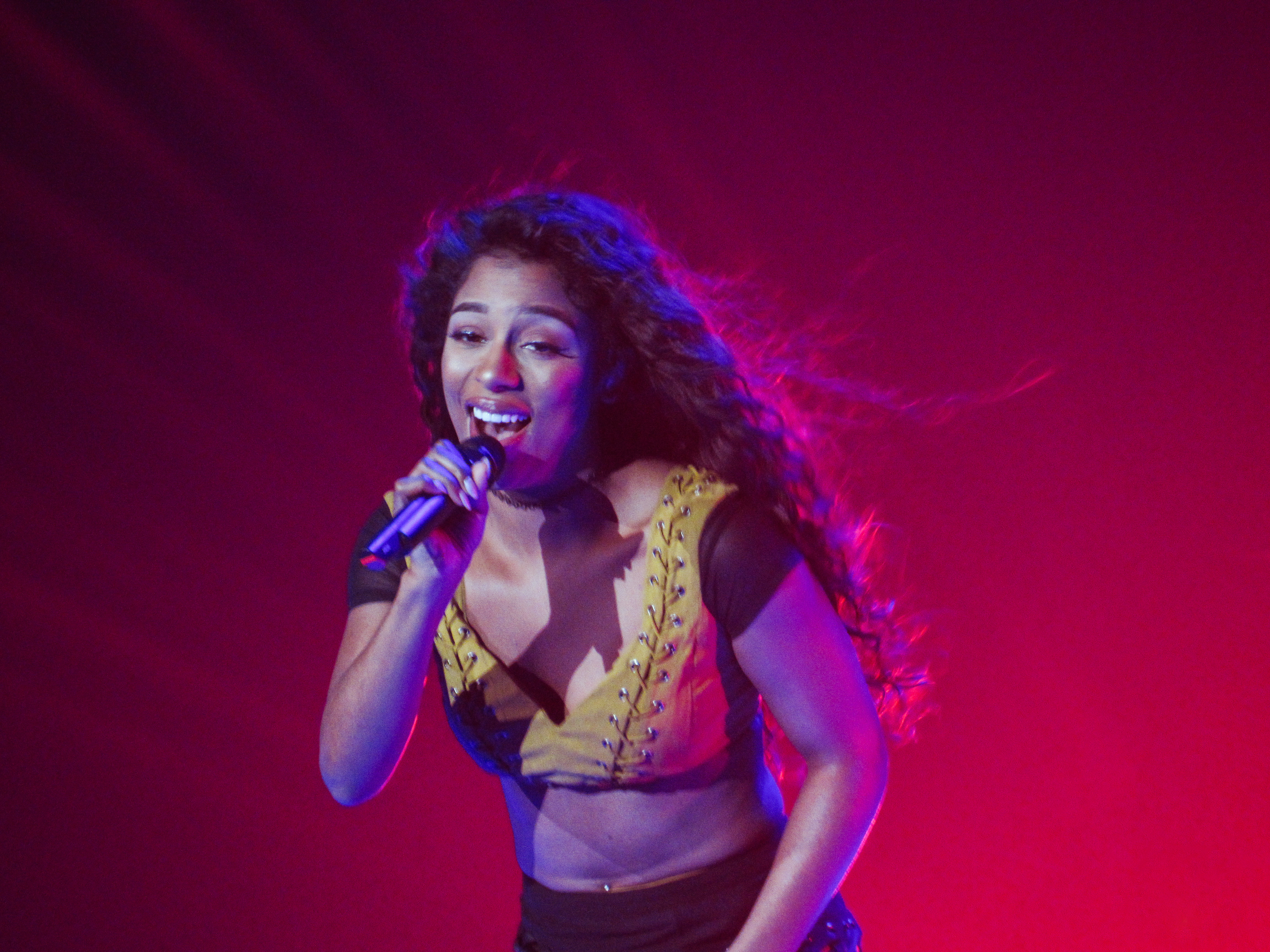
Monét presentándose en un concierto del Dangerous Woman Tour.

## Composiciones
Monét tiene una larga historia de canciones compuestas para otros artistas. En 2010, ayudó a escribir «I Hate That You Love Me» de Diddy Dirty Money y pasó a coescribir canciones para Ariana Grande por mencionar algunas como «Honeymoon Avenue», «My Everything», «Moonlight», «Be Alright», «Let Me Love You», «Thank U, Next», «7 Rings»; «Memories Back Then» de T.I., B.o.B y Kendrick Lamar; «Drunk Texting» de Chris Brown; «Everlasting Love», «Them Girls Be Like», «Reflection», «We Know»,  y «No Way» de Fifth Harmony; «You Wouldn't Understand» de Nas; «Sin City» de GOOD Music; «Visual Love» de Chrisette Michele; «Live on Tonight» de T.I.; y «Ice Cream» de Blackpink y Selena Gomez; entre otras más.

## Vida personal
Monét salió del armario como bisexual en noviembre de 2018 a través de Twitter, haciendo referencia a la canción «Chanel» de Frank Ocean la cual habla acerca de la sexualidad de Ocean.
Mantiene una relación con John Gaines. En diciembre de 2020 anunció su primer embarazo. Su hija, Hazel Monét Gaines, nació el 21 de febrero de 2021.

## Discografía
Álbumes de estudio
| Año  | Álbum  | Posicionamiento en listas                                         |
| ---- | ------ | ----------------------------------------------------------------- |
| 2020 | JAGUAR | Top Heatseekers #1 Top R&B/Hip-Hop Albums: #20 Billboard 200 #174 |

### EP
| Año  | EP                             |
| ---- | ------------------------------ |
| 2014 | Nightmares & Lullabies: Act I  |
| 2015 | Nightmares & Lullabies: Act II |

MIXTAPES
| Año  | Mixtape                 |
| ---- | ----------------------- |
| 2018 | Life After Love: Pt. I  |
| 2018 | Life After Love: Pt. II |

## Nominaciones
| Premio                  | Año  | Nominado       | Categoría           | Resultado | Ref.   |
| ----------------------- | ---- | -------------- | ------------------- | --------- | ------ |
| Grammy Awards           | 2020 | Thank U, Next  | Álbum del año       | Nominado  | [ 15 ] |
| Grammy Awards           | 2020 | 7 Rings        | Record del año      | Nominado  |        |
| Soul Train Music Awards | 2020 | Victoria Monét | Mejor artista nuevo | Nominada  |        |
| Soul Train Music Awards | 2020 | Do It          | Canción R&B del año | Nominada  | [ 16 ] |
| Grammy Awards           | 2021 | Do It          | Mejor canción R&B   | Nominada  |        |
| Grammy Awards           | 2024 |                | Mejor Artista Nuevo | Ganadora  | [ 17 ] |
| Grammy Awards           | 2024 | Jaguar II      | Mejor Álbum R&B     | Ganadora  | [ 17 ] |
| Grammy Awards           | 2024 | On My Mama     | Grabación del año   | Nominada  | [ 17 ] |
| Grammy Awards           | 2024 | On My Mama     | Mejor Canción R&B   | Nominada  | [ 17 ] |